# Inocellia bhutana
Inocellia bhutana är en halssländeart som beskrevs av H. Aspöck et al. 1991. Inocellia bhutana ingår i släktet Inocellia och familjen reliktsländor. Inga underarter finns listade i Catalogue of Life.